# The Lifestyle
The Lifestyle é um documentário americano de 1999 sobre a cultura do swing nos Estados Unidos.